# علی‌رغم همه مشکل‌ها (اکنون به من نگاهی بینداز)
«علیرغم همهٔ مشکلات (اکنون به من نگاهی بینداز)» (به انگلیسی: Against All Odds (Take a Look at Me Now)) که با عنوان مختصر «علی‌رغم همهٔ مشکل‌ها» هم شناخته می‌شود ترانه‌ای از فیل کالینز خوانندهٔ انگلیسی است. این پاور بالاد در سال ۱۹۸۴ و به‌عنوان ساندترک فیلمی به‌همین نام ساخته و ضبط شده‌است. ترانه از زبان شخصی روایت می‌شود که سعی می‌کند علی‌رغم همهٔ مشکلات پیش‌آمده، معشوق سابقش را متقاعد کند به او بازگردد.
«علی‌رغم همهٔ مشکلات» در زمان انتشارش در بیش از ۱۰ کشور جزو ۱۰ ترانهٔ برتر جدول‌های فروش موسیقی بود. این ترانه در خاستگاه کالینز، ۱۵ هفته در جدول پرفروش‌ترین‌های بریتانیا حضور داشت و برای ۳ هفتهٔ متوالی شمارهٔ ۲ آن جدول بود. «علی‌رغم همهٔ مشکلات» در ایالات متحده آمریکا هم ۲۴ هفته جزو ۱۰۰ ترانهٔ پرفروش روز بود و در ۲۱ آوریل ۱۹۸۴ به جایگاه نخست جدول ترانه‌های داغ بیلبورد رسید.
تیلور هکفورد، کارگردان فیلم «علی‌رغم همهٔ مشکلات»، زمانی از فیل کالینز درخواست کرد ترانه‌ای برای فیلمش بخواند، که کالینز به همراه جنسیس سرگرم برگزاری تور آمریکایشان بودند؛ بنابراین هکفورد با همراه داشتن نسخه‌ای از فیلم، به شیکاگو پرواز کرد و زمانی که کالینز در هتل محل اقامت‌شان در شیکاگو، فیلم را دید موافقت کرد که ترانه‌ای برای آن بسازد. «علی‌رغم همهٔ مشکلات» در مراسم اسکار سال ۱۹۸۵ نامزد دریافت اسکار بهترین ترانهٔ اوریجینال بود و در مراسم جوایز گرَمی آن سال، گرمی «بهترین اجرای خوانندهٔ مرد پاپ» را دریافت کرد.